# Orforglipron
Orforglipron – organiczny związek chemiczny z grupy analogów ludzkiego peptydu glukagonopodobnego 1 (GLP-1), badany pod kątem zastosowania w leczeniu cukrzycy typu 2 i otyłości.
Został opracowany przez firmę Chugai Pharmaceuticals i obecnie (stan na sierpień 2025 r.) przeszedł badania kliniczne III razy prowadzone przez Eli Lilly and Company.
W odróżnieniu do innych analogów z tej grupy jest on podawany doustnie.

## Mechanizm działania
Orforglipron jest analogiem ludzkiego peptydu glukagonopodobnego 1 (GLP-1). Łączy się z receptorami GLP-1 i wykazuje podobne działanie. Nasila sekrecję insuliny wywołaną hiperglikemią, hamując jednocześnie sekrecję glukagonu. Dodatkowo nieznacznie spowalnia opróżnianie żołądka, co zapobiega dużemu wzrostowi glikemii po posiłku, równocześnie zmniejszając ilości spożywanych kalorii.

## Zastosowanie
Orforglipron ma zastosowanie w leczeniu cukrzycy typu 2 oraz kontroli masy ciała w nadwadze i otyłości. 
W badanich klinicznych udowodniono jego pozytywny wpływ na spadek wartości hemoglobiny glikowanej u pacjentów.

## Działania niepożądane
Do najczęstszych działań niepożądanych stosowania orforglipronu należą nudności, wymioty i biegunka.

## Preparaty
Obecnie (stan na sierpień 2025 r.) nie ma jeszcze żadnego zarejestrowanego w Polsce preparatu.